# Oreste Coltellacci
Oreste Coltellacci ist ein italienischer Filmproduzent und Drehbuchautor.
Coltellacci begann 1958 als Produzent für verschiedene Gesellschaften: bis 1960 für Cei-Incom, von 1961 bis 1963 für Incei, anschließend für Aster und von 1965 bis 1970 für Colt Produzioni. 1975 inszenierte er einen Film nach eigenem Drehbuch.

## Filmografie (Auswahl)
- 1966: Django – Sein Gesangbuch war der Colt (Le colt cantarono la morte e fu… tempo di massacro) (Produktion)
- 1969: Das Gesicht im Dunkeln (A doppia faccia) (Produktion)
- 1970: Ein Fischzug für 300 Millionen (Un' anguilla da trecento milioni) (Produktion)
- 1972: Lo chiamavano Verità (Drehbuch)
- 1974: Zwei tolle Hechte – Wir sind die Größten (Prima ti suono e poi ti spara)
- 1975: Cassiodoro il più duro del pretorio (Regie, Drehbuch)